# 2-فلوروإيثانول
2-فلورو إيثانول هو مركب عضوي بالصيغة CH 2 FCH 2 OH. هذا السائل عديم اللون هو أحد أبسط أنواع الكحوليات المفلورة المستقرة. كان يستخدم مرة واحدة كمبيد للآفات . تعتبر مركبات ثنائي الفلورو وثلاثي فلورو الإيثانول ذات الصلة أقل خطورة بكثير.

## نتيجة الجمع بين الطريحة والنقيضة
تم تصنيع 2-فلورو إيثانول في الأصل عن طريق معالجة 2-كلورو إيثانول مع فلوريد البوتاسيوم ، في تفاعل فنكلستين بسيط. يحتوي المنتج على نقطة غليان أقل من مادة البداية ويمكن عزله بسهولة عن طريق التقطير.
ClCH 2 CH 2 OH + KF → FCH 2 CH 2 OH + KCl
تبدأ الإجراءات المماثلة من ( 1،3) -ديوكسولان-2-واحد  ومن 2-بروموإيثانول.

## الهيكل والتفاعل
يعمل الترابط الهيدروجيني على استقرار المطابق الغاشي.
في المحلول أساسي يخضع 2-فلوروإيثانول لعملية نزع الهيدروفلور، مما يعطي الأسيتالديهيد.
تفاعل 2 - فلورو إيثانول مع أنهيدريد ثلاثي فلورو الميثان سلفونيك في وجود قاعدة يعطي استر ثلاثي الطبقات.

## المشعة PET
2- [ 18 فهرنهايت] - مجموعة فلورو إيثوكسي عبارة عن جزء شائع في هياكل المشعات المشعة المستخدمة مع PET. تشتمل هذه الكواشف المشعة على فلورو إيثيل-إل-تيروزين 1- (2- [ 18 فهرنهايت] -فلورو إيثوكسي) -4-نيتروبنزين و [ 18 فهرنهايت] -فلورو إيثيل 4-فلوروبنزوات ، كونها [18F] إيثر فلورو ألكيل وإستر على التوالي.

## التمثيل الغذائي
تم تسجيل براءة اختراع كمبيد للقوارض في ألمانيا في عام 1935. في الفئران ، وجد أن الفلورإيثانول يسبب سمية مماثلة لتلك الخاصة بالفلورو أسيتات ، المعروف باستقلابه إلى فلوروسيترات لممارسة التأثير السام.
يتم تحويل 2-فلورو إيثانول عن طريق نازعة هيدروجين الكحول (ADH) باستخدام نيكوتيناميد أدينين ثنائي النوكليوتيد (NAD +) كعامل مساعد ،  مما يؤدي في النهاية إلى تكوين فلورو أسيتالديهيد ثم أسيتات فلوروأسيتات.
الفلوروكيتات هي مقدمة  مثبط للأكونيتاز ، وهو إنزيم يشارك في دورة TCA.

## تسمم
التأثيرات المبلغ عنها من 2-فلورو إيثانول هي تأثيرات ضائقة شرسوفية ، مثل القيء ، وتأثيرات عصبية مركزية ، مثل الهلوسة السمعية ، والشعور بالخدر في الوجه أو الأنف. كلا النوعين من التأثيرات يحدثان تدريجيًا بعد التعرض لـ 2-فلوروإيثانول لعدة ساعات. يمكن أن تكون بعض ردود الفعل الشديدة لجسم الإنسان تجاه 2-فلورو إيثانول هي فشل الجهاز التنفسي والتشنجات أو النوبات الصرعية ، مما يؤدي إلى اختلال في آلية القلب. منذ أواخر القرن العشرين ، وردت تقارير متعددة عن حالات وفاة ناجمة عن 2-فلورو إيثانول.
2-الفلوروإيثانول سام أيضًا للحيوانات الأخرى حيث تتراوح الجرعة المميتة 50 من 7 إلى 1500 مجم / كجم من وزن الجسم.